# To a Land Unknown
To a Land Unknown er en britiskproduceret dramafilm fra 2024, der er instrueret af den dansk-palæstinensiske instruktør Mahdi Fleifel. Filmen er den første spillefilm fra Fleifel, der tidligere har instrueret bl.a. en del kortfilm samt den meget prisbelønnede dokumentarfilm A World Not Ours.[2] To a Land Unknown fik verdenspremiere ved filmfestivalen i Cannes i 2024, hvor den fik ni minutters stående applaus.
Indholdsmæssigt er filmen en tragisk fortælling om to palæstinensiske flygtninge, der er strandet i Athen på deres rejse mod Tyskland. For at skaffe penge til den videre færd i deres jagt på en værdig tilværelse opfører de sig selv stedse mindre værdigt. Filmen er i sin grundtone inspireret af John Steinbecks roman Mus og mænd, og ligesom i denne klassiker skildres et tæt venskab mellem to mænd, hvis fælles drøm kolliderer med en barsk virkelighed præget af håbløshed og afmagt.

## Handling
To palæstinensiske flygtninge og fætre, Chatila og Reda, fra en palæstinensisk flygtningelejr i Libanon er strandet i Athen. Her udfører de diverse småsvindlerier for at skaffe penge til falske pas til brug i deres videre flugt. Deres drøm er at komme til Tyskland og drive en café. Da Reda spilder deres opsparing på stoffer, tvinges Chatila til at øge indsatsen: Han forsøger sig selv som menneskesmugler.
Filmen indledes med et par linjer af den palæstinensisk-amerikanske litterat Edward Said, som opsummerer handlingen og dermed også den store historie om palæstinenserne, og udtaler, at “In a way, it's sort of the fate of Palestinians, not to end up where they started, but somewhere unexpected and far away.” ".

## Medvirkende
- Mahmoud Bakri som Chatila
- Aram Sabbah som Reda
- Angeliki Papoulia som Tatiana
- Mohammad Alsurafa som Malik
- Mondher Rayahneh som Marwan
- Manal Awad
- Mohammad Ghassan
- Mouataz Alshaltouh

## Modtagelse

### Filmfestivaler
Filmen fik verdenspremiere på filmfestivalen i Cannes i 2024, hvor den blev vist i det prestigebetonede sideprogram "Quinzaine des Cinéastes" (på engelsk Directors' Fortnight). Filmen fik ni minutters stående applaus ved fremvisningen i Cannes.  I Danmark fik filmen premiere på Copenhagen International Documentary Festival i marts 2025, selvom den er en spillefilm. Dansk biografpremiere var 5. juni 2025. 

### Modtagelse
To a Land Unknown blev modtaget med stor anerkendelse i både internationale og danske medier. I en dansk anmeldelse i Weekendavisen beskrev Lasse Winther Jensen filmen som "et af årets friskeste pust i dansk film" og fremhævede Mahdi Fleifels evne til at kombinere dokumentarisk erfaring med en stærk visuel fortællestil. Anmelderen roste filmens billedsprog og beskrev den som en "vellykket opskalering" af Fleifels transnationale perspektiv. Skuespillet af Mahmoud Bakri og Aram Sabbah blev kaldt "fremragende", og filmens tredje akt blev betegnet som "løftet til nye højder" i forhold til dansk filmtradition. Anmeldelsen noterede også, at filmen ikke modtog støtte fra Det Danske Filminstitut trods flere ansøgninger, hvilket blev betragtet som et kritikpunkt i forhold til filmens betydning for dansk filmkultur.
Filmmagasinet Ekko gav i sin anmeldelse filmen fem stjerner ud af seks og kaldte den et stramt og gribende flygtningedrama. Magasinet mente også, at filmen var en poetisk advarsel om de langsigtede konsekvenser af bombningerne i Gaza under Gazakrigen fra 2023. Det lille persongalleri blev rubriceret som skønt og levende. Anmelderen kaldte samtidig filmen en dybt melankolsk, men tilbagelænet historie om udsatte mennesker, der i jagten på en værdig tilværelse selv gradvis opfører sig mere og mere uværdigt. Dagbladet Information mente, at de to hovedrolleskuespillere spillede virkelig godt i den hjerteskærende historie om de to fætre, der ikke var dårlige mennesker, men endte med at sætte deres menneskelighed over styr i jagten på penge til rejsen. Politiken tildelte fire hjerter og hæftede sig ved den kranke skæbne for hovedpersonerner, der var nogle søde fyre, der bare gerne ville have et bedre liv, men blev tvunget til at bevæge sig mere og mere ned i mørket.

### USA
På det amerikanske websted Rotten Tomatoes, der opsummerer amerikanske mediers filmanmeldelser, var 97 % af de 29 indsamlede anmeldelser positive.